# Hugo Barrientos
Hugo Alberto Barrientos (Comodoro Rivadavia, Chubut, Argentina, 3 de enero de 1977) es un exfutbolista y entrenador argentino. Jugaba en la posición de mediocampista defensivo. Su hermano menor Pablo Barrientos también es exfutbolista.

## Trayectoria
Comenzó su carrera como futbolista en el Club Atlético Jorge Newbery, luego pasó a la Comisión de Actividades Infantiles, en el año 1994, logrando el ascenso a la Primera División de la Liga de fútbol de Comodoro Rivadavia y al Torneo Argentino B. Allí estuvo hasta 1998. Luego de estar 2 años inactivo, Atlético de Rafaela decide incorporarlo a su plantel de cara a la temporada 2000/01 de la Primera B Nacional. Luego de dos temporadas en las que no llegó lejos, la Crema consiguió el título de campeón en la temporada 2002/03, logrando el ascenso a la Primera División. Tras una mala temporada en la máxima categoría, Atlético Rafaela regresó a la Primera B Nacional.
Sin embargo, Olimpo se mostró interesado en Barrientos y decidió contratarlo para los torneos Apertura 2004 y Clausura 2005. Al tener poca continuidad, fue transferido a Instituto, recién ascendido a Primera División. Con el club cordobés volvió a descender a la Primera B Nacional tras finalizar en la penúltima posición de la tabla de promedios.
A mediados de 2006 fichó por Huracán, que se encontraba en la Primera B Nacional. Luego de perder la final por el segundo ascenso frente a San Martín de San Juan por un global de 2-3 en el año 2007, logró el ascenso a la Primera División al derrotar a Godoy Cruz por un resultado global de 5-2. Tras jugar en el Globo durante varios torneos en Primera División, tuvo un conflicto con el presidente de la entidad, Carlos Babington, lo que provocó su emigración a Newell's Old Boys, club en el que jugó durante solo un año.
En 2010 rescindió contrato con el equipo rosarino, ya que para el entrenador de dicho club, Roberto Sensini, era la cuarta opción como mediocampista central, y firmó con All Boys, recién ascendido a Primera División.
El 3 de julio del 2012 regresó nuevamente al Club Atlético Huracán siendo su segundo ciclo en la institución. El mediocampista ya había estado en Huracán tres temporadas, de 2006 a 2009, logrando el ascenso a Primera con el Globo en 2007.
En agosto de 2013, firma con el Club Atlético Platense por un año.

### Escándalos
El 3 de diciembre de 2010, por la fecha 17 del Apertura 2010, protagonizó un hecho bochornoso en un partido en que su equipo, All Boys, venció por 2-1 a Banfield. A un minuto de finalizar el encuentro, golpeó intencionalmente con un fuerte codazo al jugador rival Rubén Ramírez provocándole un severo corte en su pómulo izquierdo.
El 13 de febrero de 2011, por la fecha 1 del Clausura 2011, tomó parte en otro hecho escandaloso. En la derrota de su equipo frente a Racing Club, el jugador Giovanni Moreno sufrió una rotura del ligamento cruzado anterior de la rodilla izquierda, luego de cometerle una falta a Barrientos y el tiempo de recuperación tomó, aproximadamente, siete meses. Días más tarde, Barrientos declaró en el canal Fox Sports que amenazaron de muerte a sus hijos tras la lesión del futbolista de Racing Club.
El 31 de mayo de 2012 arrojó una "sustancia prohibida" por el Reglamento de Transgresiones y Penas en el análisis correspondiente al empate sin goles frente a San Lorenzo de Almagro, por la decimotercera fecha del Torneo Clausura. El propio futbolista, de 35 años, negó la ingesta de drogas con propósito de dopaje y se puso a disposición para "que se hagan todos los estudios necesarios".
El 27 de febrero de 2013 se produjo un incidente cuando en una práctica golpeó a Matías Defederico, compañero de Huracán, y le fracturó el tabique.

## Clubes

### Como jugador
| Club                | País      | Año       |
| ------------------- | --------- | --------- |
| CAI                 | Argentina | 1994-1998 |
| Atlético de Rafaela | Argentina | 2000-2004 |
| Olimpo              | Argentina | 2004-2005 |
| Instituto           | Argentina | 2005-2006 |
| Huracán             | Argentina | 2006-2009 |
| Newell's Old Boys   | Argentina | 2009-2010 |
| All Boys            | Argentina | 2010-2012 |
| Huracán             | Argentina | 2012-2013 |
| Platense            | Argentina | 2013-2014 |
| CAI                 | Argentina | 2014      |

### Como entrenador
| Club            | País      | Año       | PJ | PG | PE | PP | GF | GE | Dif | Ef%    |
| --------------- | --------- | --------- | -- | -- | -- | -- | -- | -- | --- | ------ |
| Jorge Newbery   | Argentina | 2015-2018 | ?  | ?  | ?  | ?  | ?  | ?  | ?   | ?      |
| Guillermo Brown | Argentina | 2018      | 12 | 2  | 5  | 5  | 8  | 13 | -5  | 30.56% |
| Total           | Total     | Total     | 12 | 2  | 5  | 5  | 8  | 13 | -5  | 30.56% |